# Kelet-Nyugati Alkotóműhely
A Kelet-Nyugati Alkotóműhely egy 2021-ben létrejött egyesület és független színház, amelynek tevékenysége magyarországi kulturális események szervezéséből és lebonyolításából áll.

## Szellemisége
Az egyesület megalakulása óta céljának tekinti, hogy a magyar nyelven művészeti tevékenységet végző alkotóknak lehetőséget, teret és támogatást adjon vízióik és terveik megvalósításában. Társadalmi, vallási, politikai és szakmai ellentétek fölött kíván kapcsolódási utat teremteni az összművészetiség jegyében, és közösséget teremteni a fiatal alkotókból. Célja továbbá a művészeten keresztül elősegíteni a szabad alkotást és véleményformálást a társadalmat foglalkoztató kérdések kapcsán.
"Azért jöttünk létre, hogy hidat képezzünk az ellentétek között, hogy újszerű megvilágításba helyezzük bipolaritásunkat. Hisszük, hogy a diverzitás alapfeltétele a fejlődésnek a művészetben is. A Kárpát-medence több országából, a szélrózsa minden irányából érkeztünk, azzal a szándékkal, hogy nézeteinket, tapasztalatainkat és elképzeléseinket ütköztetve egy újfajta művészi perspektívát alakítsunk ki. Az előadó-művészet egyik legfontosabb, ma is érvényes célját valljuk magunkénak: egyének tömegéből közösséget alkotni." – Kelet-Nyugati Alkotóműhely

## Előtörténet és megalakulás
A Kelet-Nyugati Alkotóműhely első generációja 2018-ban gyűlt össze Marosvásárhelyen, ekkor még színésztársulat formában. Hivatalos nonprofit egyesületi címét 2021. november. 11. napján kapta meg Magyarországon, és jelenleg is egyesületi formában folytatja összművészeti tevékenységét, amely színházi előadások, irodalmi felolvasóestek, kiállítások, workshopok, kerekasztal-beszélgetések, filmestek és egyéb művészeti programok szervezéséből és lebonyolításából áll.
Az egyesület jelenlegi tagjainak első közös munkája Örkény István Tóték című művének színpadi előadása volt. A kész előadás létrejöttének előzményeként egy hétnapos alkotótábor került megszervezésre Konyáron, 2020 nyarán. A társulat a Konyári Művelődési és Ifjúsági Házban adta elő az így elkészült darabot, hét színész szereplésével. 2020 szeptemberétől a társulat Budapesten folytatta munkáját, és a Tóték című színdarabot. Az előadás sikere nyomán azt később több budapesti és vidéki helyszínen is bemutatták. Az így megkezdett munka folytatására alakult meg maga az egyesület, amely már nem csak színházi, hanem más művészeti alkotófolyamatok segítését is kitűzte céljául.  

## Színházi alkotómunka
Működése megkezdése óta a Kelet-Nyugati Alkotóműhely számos kulturális és vendéglátó térben folytatta tevékenységét Budapesten és vidéken, például a Fészek Művészklubban, a Manyi Kulturális Műhelyben, a Barabás-villában, az Auróra Közösségi Házban, az Óvóhelyen, a KastnerKommunityben, az Easy Art Space-ben, a Konyári Művelődési és Ifjúsági Házban és a balassagyarmati Mikszáth Kálmán Művelődési Központban.
Az alkotóműhelyben létrejött színházi programok, mind az előadásokra, mind a különböző tréningekre és workshopokra való tekintettel, egyaránt alkalmazzák nem csupán a hagyományos, de a Magyarországon kevésbé elterjedt újszerű, alternatív színházi módszereket is. Míg a Tóték című színdarab például a hagyományos, a magyar közönség által már jól megszokott színházi nyelvet és struktúrát alkalmazta, addig az olyan előadások, mint a Parastúdió Egyesülettel együttműködésben, Bertold Brecht Baal című műve alapján készült Égnehéz már Jerzy Grotowski hazánkban kevéssé ismert színházi nyelvén szólalhatott meg. A lengyel rendező módszereit ugyanakkor nem csak színházi darabokban, hanem nyílt foglalkozások során is alkalmazták, mint például a Visszazökkenés workshopban.
Az egyesület a Déryné Program rendszeres együttműködő partnereként számos vidéki településen is előadhatott. A már korábban bemutatott Tóték c. előadás 2021-ben nyert felvételt a Barangoló alprogramba, míg a Pozsgai Zsolt Naplopók című drámáját Létmányi László rendezésében feldolgozó, 2022-es tantermi előadásuk a Kultup program támogatását élvezhette. Szintén a Kultup keretei között valósult meg a 15 perces etűdökből összeálló, “szünetszínházi” tantermi előadássorozatuk, amelyben Mikszáth Kálmán Beszterce ostroma c. regényét, Babits Mihály Jónás könyve c. verses elbeszélését, Molnár Ferenc A Pál utcai fiúk c. ifjúsági regényét és Karinthy Frigyes Tanár úr, kérem c. humoreszkjét adták elő a tanórák közötti szünetekben a gimnáziumi diákságnak.

## Összművészetiség
A hivatalos megalapítás óta eltelt idő alatt az egyesület tevékenységét kiterjesztette az alternatív színházi előadásokról egyéb színházzal kapcsolatos, illetve más művészeti ágakat képviselő események és produktumok létrehozására is. Nyilvános programjaik között a már említett Visszazökkenés, vagy az ahhoz hasonló Test-tudat színházi tréningek mellett immár olyan kulturális programok is helyet kapnak, mint az irodalom, a gasztronómia vagy éppen a magyar néptánc hagyományait ápoló foglalkozások. Félévente megrendezésre kerülő, összművészeti Hosszú hétvégéiken pedig irodalmi felolvasóestek, könnyűzenei koncertek és kerekasztal-beszélgetések is szerepelnek a Kelet-Nyugati Alkotóműhely repertoárjában. Az egyesület egyre határozottabb célja a különböző művészeti ágak képviseltetése és azok kollaborációinak elősegítése.

## Saját repertoár

### Színházi előadások
- Örkény István: Tóték (rend. Létmányi Attila)
- Sütő András: Csillag a máglyán (rend. Létmányi Attila)
- Felejtő; Matei Visniec és Michal Walczak művei nyomán (rend. Létmányi Attila)[8][9]
- Égnehéz (rend. Szigeti Bálint)
- Pozsgai Zsolt: Naplopók (rend. Létmányi László)
- Etűdök egy tantervre (rend. Létmányi Attila)
- Páternoszter – Solymos Tamás drámája nyomán

### Összművészeti programok
- Irodalmi felolvasóestek és műhelycsoport[10]
- Pontra vágd! - Néptáncház
- Hétvilágra szóló táncmulatság
- Test_tudat workshop
- Visszazökkenés workshop
- Fermentációs workshop (2022-ig)
- a Hosszú Hétvége keretei között: filmest, képzőművészeti kiállítás, könnyűzenei koncertek